# Sabine Dormond
Sabine Dormond, née en 1967, est une  écrivain, traductrice et présidente de l'Association vaudoise des écrivains depuis mars 2011.

## Biographie
En 2007, elle coécrit avec Hélène Küng, pasteure lausannoise, un premier recueil de contes intitulé 36 chandelles. Depuis, elle publie régulièrement et a participé à quatre reprises au Livre sur les quais à Morges. Elle est également traductrice et a siégé au conseil communal de Montreux parmi les socialistes.